# Список дипломатических миссий Нидерландов

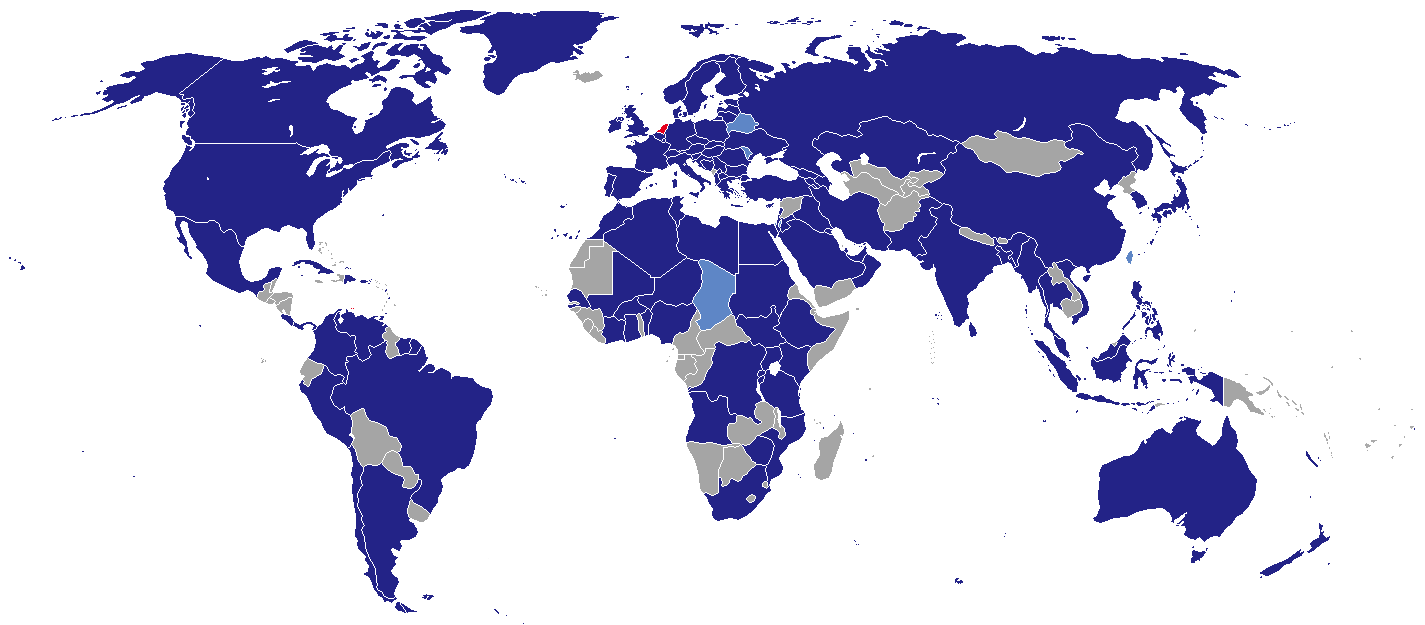

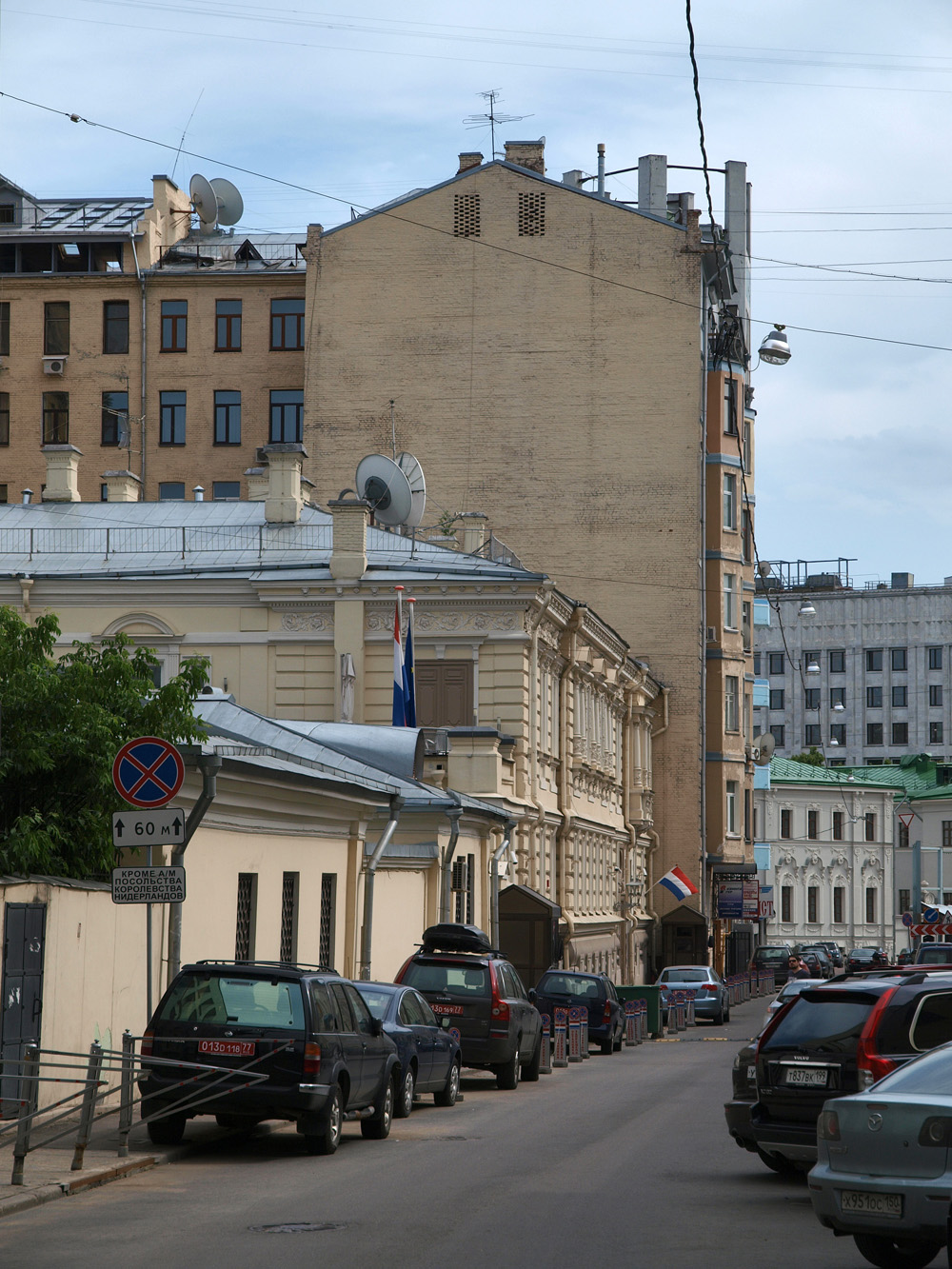
Посольство Нидерландов в Москве

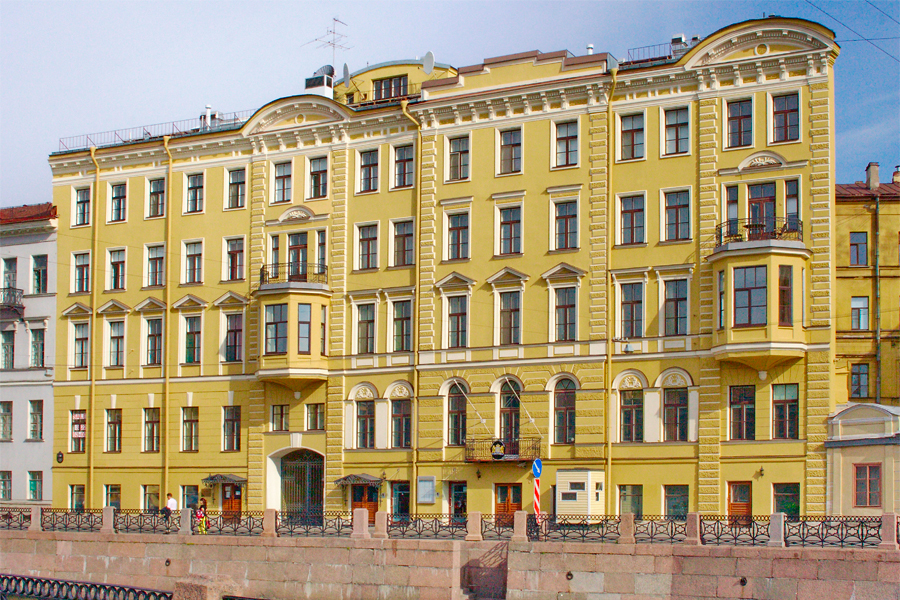
Генеральное консульство Нидерландов в Санкт-Петербурге

Список дипломатических миссий Нидерландов — Королевство Нидерланды имеет широкую сеть своих дипломатических представительств на всех пяти континентах.

## Европа
- Албания, Тирана (посольство)
- Азербайджан, Баку (посольство)
- Австрия, Вена (посольство)
- Армения, Ереван (посольство)
- Бельгия, Брюссель (посольство)
  - Антверпен (генеральное консульство)
  - Льеж (генеральное консульство)
  - Гент (генеральное консульство)
  - Намюр (генеральное консульство)
- Босния и Герцеговина, Сараево (посольство)
- Болгария, София (посольство)
- Хорватия, Загреб (посольство)
  - Сплит (генеральное консульство)
- Чехия, Прага (посольство)
- Кипр, Никосия (посольство)
- Дания, Копенгаген (посольство)
- Эстония, Таллин (посольство)
- Финляндия, Хельсинки(посольство)
- Франция, Париж (посольство)
- Германия, Берлин (посольство)
  - Дюссельдорф (генеральное консульство)
  - Франкфурт-на-Майне (генеральное консульство)
  - Гамбург (генеральное консульство)
  - Мюнхен (генеральное консульство)
- Греция, Афины (посольство)
- Грузия, Тбилиси (посольство)
- Ватикан (посольство)
- Венгрия, Будапешт (посольство)
- Ирландия, Дублин (посольство)
- Италия, Рим (посольство)
  - Милан (генеральное консульство)
  - Флоренция (генеральное консульство)
  - Генуя (генеральное консульство)
- Косова, Приштина (посольство)
- Латвия, Рига (посольство)
- Литва, Вильнюс (посольство)
- Люксембург, Люксембург (посольство)
- Македония, Скопье (посольство)
- Мальта, Валлетта (посольство)
- Норвегия, Осло (посольство)
- Польша, Варшава (посольство)
- Португалия, Лиссабон (посольство)
- Румыния, Бухарест (посольство)
- Россия, Москва (посольство)
  - Санкт-Петербург (генеральное консульство)
- Сербия, Белград (посольство)
- Словакия, Братислава (посольство)
- Словения, Любляна (посольство)
- Испания, Мадрид (посольство)
  - Барселона (генеральное консульство)
- Швеция, Стокгольм (посольство)
  - Гётеборг (генеральное консульство)
- Швейцария, Берн (посольство)
  - Женева (генеральное консульство)
  - Цюрих (генеральное консульство)
- Украина, Киев (посольство)
- Великобритания, Лондон (посольство)

## Северная Америка
- Канада, Оттава (посольство)
  - Монреаль (генеральное консульство)
  - Торонто (генеральное консульство)
  - Ванкувер (генеральное консульство)
- Коста-Рика, Сан-Хосе (посольство)
- Куба, Гавана (посольство)
- Доминиканская республика, Санто-Доминго (посольство)
- Гватемала, Гватемала (посольство)
- Мексика, Мехико (посольство)
- Никарагуа, Манагуа (посольство)
- Тринидад и Тобаго, Порт-оф-Спейн (посольство)
- США, Вашингтон (посольство)
  - Чикаго (генеральное консульство)
  - Майями (генеральное консульство)
  - Нью-Йорк (генеральное консульство)
  - Сан-Франциско (генеральное консульство)

## Южная Америка
- Аргентина, Буэнос-Айрес (посольство)
- Боливия, Ла-Пас (посольство)
- Бразилия, Бразилиа (посольство)
  - Рио-де-Жанейро (генеральное консульство)
  - Сан-Паулу (генеральное консульство)
- Чили, Сантьяго (посольство)
- Колумбия, Богота (посольство)
  - Барранкилья (генеральное консульство)
- Эквадор, Кито (посольство)
- Перу, Лима (посольство)
- Суринам, Парамарибо (посольство)
- Уругвай, Монтевидео (посольство)
- Венесуэла, Каракас (посольство)

## Африка
- Алжир, Эль-Джазаир (посольство)
- Ангола, Луанда (посольство)
- Бенин, Котону (посольство)
- Буркина-Фасо, Уагадугу (посольство)
- Камерун, Яунде (посольство)
- Демократическfy Республикf Конго, Киншаса (посольство)
- Кот д’Ивуар Абиджан (посольство)
- Египет, Каир (посольство)
- Эритрея, Асмара (посольство)
- Эфиопия, Аддис-Абеба (посольство)
- Гана, Аккра (посольство)
- Кения, Найроби (посольство)
- Ливия, Триполи (посольство)
- Мали, Бамако (посольство)
- Марокко, Рабат (посольство)
  - Касабланка (генеральное консульство)
- Мозамбик, Мапуту (посольство)
- Нигерия, Абуджа (посольство)
- Руанда, Кигали (посольство)
- Сенегал, Дакар (посольство)
- ЮАР, Претория (посольство)
  - Кейптаун (генеральное консульство)
- Судан, Хартум (посольство)
- Танзания, Дар-эс-Салам (посольство)
- Тунис, Тунис (посольство)
- Уганда, Кампала (посольство)
- Замбия, Лусака (посольство)
- Зимбабве, Хараре (посольство)

## Азия
- Афганистан, Кабул (посольство)
- Бангладеш, Дакка (посольство)
- Китай, Пекин (посольство)
  - Гуанчжоу (генеральное консульство)
  - Гонконг (генеральное консульство)
  - Шанхай (генеральное консульство)
- Индия, Нью-Дели (посольство)
  - Мумбай (генеральное консульство)
- Индонезия, Джакарта (Embassy)
- Иран, Тегеран (посольство)
- Ирак, Багдад (посольство)
- Израиль, Тель-Авив (посольство)
- Япония, Токио (посольство)
  - Осака (генеральное консульство)
- Иордания, Амман (посольство)
- Казахстан, Астана (посольство)
  - Алматы (представительство)
- Южная Корея, Сеул (посольство)
- Кувейт, Эль-Кувейт (посольство)
- Ливан, Бейрут (посольство)
- Малайзия, Куала-Лумпур (посольство)
- Оман, Маскат (посольство)
- Пакистан, Исламабад (посольство)
  - Карачи (генеральное консульство)
- Филиппины, Манила (посольство)
- Государство Палестина, Рамаллах (представительство)
- Катар, Доха (посольство)
- Саудовская Аравия, Эр-Рияд (посольство)
  - Джидда (генеральное консульство)
- Сингапур (посольство)
- Шри-Ланка, Коломбо (посольство)
- Сирия, Дамаск (посольство)
- Тайвань, Тайбэй (Нидерландское торгово-промышленное представительство)
- Таиланд, Бангкок (посольство)
- Турция, Анкара (посольство)
  - Стамбул (генеральное консульство)
- ОАЭ, Абу-Даби (посольство)
  - Дубай (генеральное консульство)
- Йемен, Сана (посольство)
- Вьетнам, Ханой (посольство)
  - Сайгон (генеральное консульство)

## Океания
- Австралия, Канберра (посольство)
  - Сидней (генеральное консульство)
- Новая Зеландия, Веллингтон (посольство)

## Международные организации
- - Брюссель (постоянная миссия при ЕС)
  - Брюссель (постоянная миссия при НАТО)
  - Женева (постоянная миссия при ООН)
  - Женева (постоянная миссия при Конференции по разоружению)
  - Женева (постоянная миссия при ВТО)
  - Найроби (постоянная миссия при ООН)
  - Нью-Йорк (постоянная миссия при ООН)
  - Париж (постоянная миссия при ЮНЕСКО)
  - Рим (делегация при ФАО)
  - Страсбург (постоянная миссия при Совете Европы)
  - Гаага (постоянная миссия при Организации по запрещению химического оружия)
  - Вена (постоянная миссия при учреждениях ООН)